# Alexander Wladimirowitsch Popow (Schwimmer)
Alexander Wladimirowitsch Popow (russisch Александр Владимирович Попов, wiss. Transliteration Aleksandr Vladimirovič Popov; * 16. November 1971 in Swerdlowsk) ist ein ehemaliger russischer Schwimmer. Aufgrund seines zurückhaltenden würdevollen Auftretens und der einzigartigen eleganten Schwimmtechnik, mit der er im Becken jahrelang über die Sprintstrecken „regierte“, bekam Alexander Popow den Beinamen „Zar“.

## Werdegang

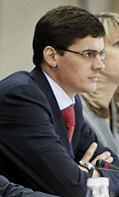
Alexander Popow, 2008

Alexander Popow fing vergleichsweise spät mit dem Schwimmen an, da er zunächst seine Angst vor dem Wasser überwinden musste. Nachdem ihn sein Vater mit acht Jahren das erste Mal mit ins Schwimmbad genommen hatte, war die Angst schnell vergessen und er hatte sein Element gefunden. „The water is your friend… you don’t have to fight with the water, just share the same spirit as the water, and it will help you move.“ (Swimmers web, 29. Juni 2001)
Ursprünglich begann er als Rückenschwimmer, wechselte jedoch unter seinem Trainer Gennadi Turezki 1990 zum Freistil. Bereits ein Jahr später feierte Popow seinen ersten internationalen Erfolg, als er bei den Sprintschwimmeuropameisterschaften in Gelsenkirchen den Titel über 50 m Freistil gewann. Im gleichen Jahr wurde Popow außerdem bei den Europameisterschaften auf der Langbahn in Athen Europameister über 100 m Freistil. In diesem Rennen egalisierte er den kurz zuvor aufgestellten Europarekord des Franzosen Stéphan Caron. Im Jahr 1992 holte sich Popow auch auf der 50 m Strecke den Europarekord. Bei allen Rennen war besonders der elegante Schwimmstil auffallend, mit dem sich Popow von der Konkurrenz absetzte. Dabei zeichnete sich seine Kraultechnik durch eine für einen Kurzstrecken-Schwimmer unglaublich niedrige Schlagfrequenz aus. Im Vergleich zu seinen Gegnern, welche zum Teil förmlich auf das Wasser einprügelten, hinterließ Popow bei nicht wenigen Beobachtern den Eindruck, dass er die Rennen nur mit halber Kraft bestritt.
Bei den Olympischen Spielen 1992 in Barcelona folgte dann der endgültige Durchbruch. Auf beiden Sprintstrecken gewann Alexander Popow jeweils mit neuem Europarekord die Goldmedaille. Zu den Geschlagenen gehörte mit dem sechsfachen Olympiasieger Matt Biondi der Schwimmer, der als der legitime Vorgänger Popows angesehen werden kann. Bei den Olympischen Spielen 1988 in Seoul vier Jahre zuvor war auch dem US-Amerikaner das Double über 50 und 100 m Freistil geglückt. Obwohl Biondi in Barcelona durch zwei Goldmedaillen in den Staffelwettbewerben nach Mark Spitz zum erfolgreichsten Schwimmer aller Zeiten avancierte und darüber hinaus neben dem Weltmeistertitel auch mit 48,42 Sekunden den Weltrekord über die 100 m Freistil hielt, schien die Zeit für eine Wachablösung gekommen zu sein.
Nach den Spielen folgte Alexander Popow seinem Trainer nach Australien, wo dieser am Australian Institute of Sport in Canberra eine Arbeitsstelle erhalten hatte. Trotz des Wohnortwechsels startete Popow weiter für seine angestammte Heimat. Der Entschluss nach Australien zu gehen, schien sich auf seine Leistungen positiv auszuwirken. 1993 durchbrach er über 100 m Freistil erstmal die 49-Sekunden-Barriere und holte sich darüber hinaus bei den Europameisterschaften in Sheffield unangefochten die Titel über die beiden kurzen Distanzen. Im Frühjahr des darauf folgenden Jahres zeigte Popow bereits während der Kurzbahnsaison eine beachtliche Frühform, als er über 100 m Freistil den Weltrekord gleich viermal auf letztendlich 46,74 Sekunden verbesserte. Erst fast auf den Tag genau zehn Jahre später konnte mit Ian Crocker jemand diese Zeit unterbieten. Außerdem markierte Popow auch noch eine neue Weltbestmarke über die halbe Distanz. Am 18. Juni 1994 war es dann schließlich soweit. Popow schwamm bei einem Schwimm-Meeting in Monaco die 100 m Freistil in 48,21 Sekunden und verbesserte damit auf der langen Bahn den knapp sechs Jahre alten Weltrekord von Biondi gleich um 21 Hundertstelsekunden. Bei den anschließenden Weltmeisterschaften in Rom gab sich der favorisierte Russe keine Blöße und fügte seinen beiden Olympiasiegen bzw. Europameistertiteln auch noch die Weltmeistertitel über 50 und 100 m Freistil hinzu. Alexander Popow, der nun über die Sprintstrecken als das Maß aller Dinge galt, verteidigte jeweils 1995 und 1997 seine beiden Titel bei den Europameisterschaften erfolgreich. Bei den Olympischen Spielen 1996 in Atlanta untermauerte er seine weltweite Vormachtstellung, indem er über beide Sprintstrecken die internationale Konkurrenz auf die Plätze verwies und wie schon vier Jahre zuvor das Double perfekt machte.
Als sich Alexander Popow nach den Olympischen Spielen bei einem Heimaturlaub erholte, wurde er in Moskau nach einem Streit von einem Straßenverkäufer niedergestochen und lebensgefährlich verletzt. Nach diesem Vorfall verbrachte er drei Monate in der Rehabilitation. „My soul wasn't damaged, my brain wasn't damaged, only my body.“ (New York Times, 23. April 2000)
Bei den Weltmeisterschaften 1998 in Perth musste Alexander Popow erstmals seit sieben Jahren eine Niederlage einstecken. Gegen den US-Amerikaner Bill Pilczyk reichte es über die kurze Sprintdistanz nur zu Platz zwei. Über 100 m Freistil dagegen hielt sich der Olympiasieger weiterhin schadlos und gewann seinen zweiten Titel nach 1994.
In der Folgezeit musste sich Popow immer härterer Konkurrenz, auch aus Europa, erwehren. Mit Pieter van den Hoogenband erschien dabei ein Mann auf der internationalen Bildfläche, der durchaus das Potential besaß, die Vormachtstellung von Popow zu gefährden. Bei den Europameisterschaften 1999 in Istanbul schien sich diese Vermutung zu bestätigen, als Popow sowohl über 50 m als auch über 100 m dem Niederländer den Vortritt lassen musste. Im Vorfeld der Olympischen Spiele 2000 in Sydney konnte sich Popow jedoch bei den Europameisterschaften im direkten Duell gegen van den Hoogenband für die Niederlagen aus dem Vorjahr revanchieren und gewann beide Titel zurück. Dabei stellte er über 50 m Freistil mit 21,64 Sekunden einen Weltrekord auf, welcher erst sieben Jahre später von Eamon Sullivan gebrochen werden konnte. Doch im Olympiabecken von Sydney blieb die Ausbeute auf den kurzen Distanzen für den überragenden Freistilschwimmer der letzten Jahre eher mager. Blieb Popow über die 50 m ohne Medaille, musste er sich über die 100 m als Dritter wiederum van den Hoogenband geschlagen geben, welcher darüber hinaus mit 47,84 Sekunden einen neuen Weltrekord aufstellte und als erster Schwimmer unter 48 Sekunden blieb. Bereits drei Tage zuvor unterbot in der 4-mal-100-Meter-Freistilstaffel der Startschwimmer der australischen Mannschaft, Michael Klim, Popows Bestmarke um drei Hundertstelsekunden.
Mit der Zeit mehrten sich bei Alexander Popow die Verletzungsprobleme. Als er bei den Weltmeisterschaften 2001 in Fukuoka auf einen Start verzichtete, schien der Abschied vom Leistungssport gekommen zu sein. Bei den Europameisterschaften ein Jahr später konnte Popow zwar über 100 m Freistil ein Comeback feiern, jedoch schien ihm sein Rivale aus den Niederlanden endgültig enteilt. Mit einer ansprechenden Zeit von 48,94 Sekunden reichte es wieder nicht zum Sieg, da ein glänzend aufgelegter Pieter van den Hoogenband seinen eigenen Weltrekord nur um zwei Hundertstelsekunden verfehlte und somit über eine Sekunde schneller war als Popow. Doch 2003 bei den Welttitelkämpfen von Barcelona kehrte Alexander Popow mit einem Paukenschlag zurück. An der Stätte seines ersten großen Triumphes gewann er wie in seinen besten Zeiten vor seinem schärfsten Konkurrenten van den Hoogenband die Goldmedaillen über 50 und 100 m Freistil. Damit holte er sich insgesamt seine Einzelmedaillen fünf und sechs bei Weltmeisterschaften (5 × Gold; 1 × Silber).
Als Alexander Popow 2004 in Athen zum vierten Mal an Olympischen Spielen teilnahm, schien die Ära des „Zaren“ nun endgültig zu Ende zu sein. Popow konnte sich auf seinen angestammten Strecken für kein Finale qualifizieren und blieb somit erstmals in seiner Laufbahn bei Olympischen Spielen ohne Medaille.
Am 29. Januar 2005 gab Alexander Popow mit 33 Jahren den Rücktritt vom Leistungssport bekannt. In seiner Karriere gewann er viermal olympisches Gold, wurde 6-mal Weltmeister sowie 21-mal Europameister.

## Sonstiges
Alexander Popow absolvierte ein Studium an der Sportakademie von Wolgograd, welches er 1994 abschloss.
1996 wurde Popow in Atlanta in die IOC-Athletenkommission gewählt. 2000 in Sydney erfolgte seine Wiederwahl für die Dauer von acht weiteren Jahren. Seit 1999 ist Alexander Popow Mitglied des IOC.
Seine Vorbilder sind der russische Langstreckenschwimmer Wladimir Salnikow sowie der Stabhochspringer Serhij Bubka.
Alexander Popow lebte bis 1992 in St. Petersburg, von 1993 bis 2002 in Canberra (Australien) und seit Januar 2003 lebt die Familie in Solothurn in der Schweiz. Alexander Popow ist verheiratet und Vater zweier Kinder. Seit seinem Rücktritt vom Wettkampfgeschehen arbeitet Popow für seinen langjährigen Hauptsponsor, den Schweizer Uhrenhersteller Omega.
Er wurde im Mai 2009 in den Aufsichtsrat der adidas AG gewählt.

## Bestleistungen
| Langbahn       | Langbahn | Langbahn      | Langbahn            |
| -------------- | -------- | ------------- | ------------------- |
| 50 m Freistil  | 21,64 s* | 16. Juni 2000 | Moskau              |
| 100 m Freistil | 48,21 s* | 18. Juni 1994 | Monte Carlo         |
| 50 m Rücken    | 26,45 s  | 22. Juli 1996 | Atlanta             |
| Kurzbahn       |          |               |                     |
| 50 m Freistil  | 21,50 s* | 13. März 1994 | Desenzano del Garda |
| 100 m Freistil | 46,74 s* | 19. März 1994 | Moskau              |
| 50 m Rücken    | 26,65 s  | 26. März 1994 | Paris               |
| 100 m Rücken   | 52,56 s  | 26. März 1994 | Paris               |

* zum Zeitpunkt der Entstehung offizieller Weltrekord

## Auszeichnungen
- Europäischer Schwimmer des Jahres 1994
- Europäischer Schwimmer des Jahres 2003
- Europas Sportler des Jahres 1996
- Sportler des Jahres 1996 (Russland)
- Verdienstorden für das Vaterland 1996
- Russische Ehrenmedaille (für seine Verdienste im Sport)
- International Swimming Hall of Fame 2009